# 本巣市市営バス

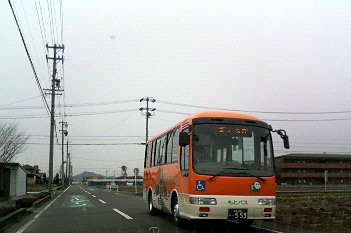
もとバス専用車両（2007年）

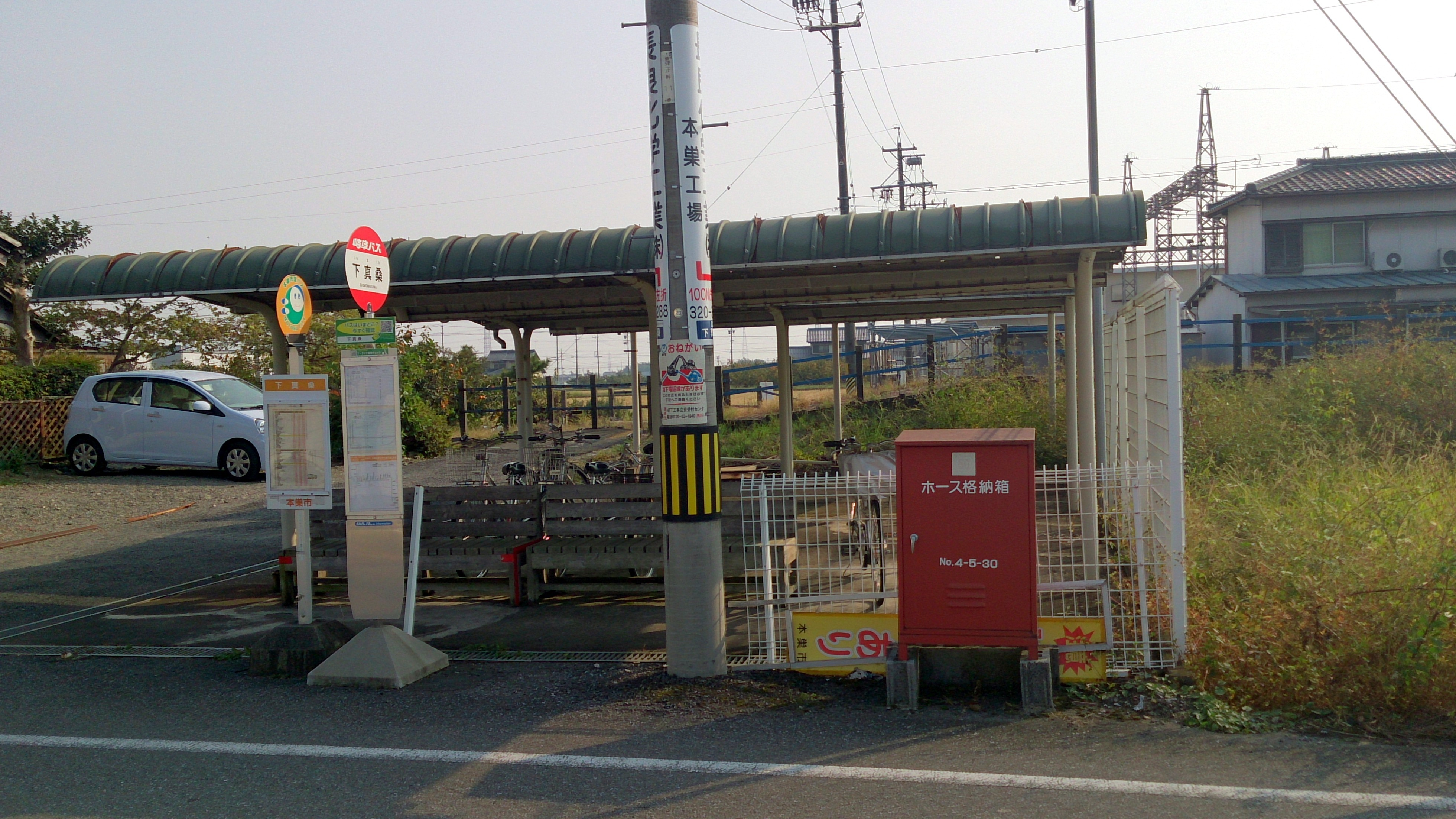
岐阜バス・もとバスの下真桑バス停

本巣市市営バス（もとすししえいバス）は、岐阜県本巣市のコミュニティバスである。

## 概要
本巣市地域公共交通総合連携計画の見直しにより、「もとバス」「ササユリ」が体系統合・3ルートに再編され、旧「根尾地域自主運行バス」の各系統と共に2011年（平成23年）4月より運行を開始した。
2017年9月1日の改正には「真正線」が改編されて「弾正線」・「真桑線」の2系統となった。

## 歴史
- 1972年（昭和47年）5月：本巣郡根尾村が根尾村営バスの運行開始[2]。
- 2001年（平成13年）3月31日：本巣郡本巣町が本巣町行政福祉バス　ササユリ号の運行開始。隔日運行[2]。
- 2004年（平成16年）
  - 2月1日：本巣郡本巣町、糸貫町、真正町、根尾村が合併し、本巣市が誕生。根尾村営バスが根尾地域自主運行バス（本巣市営バス）に、本巣町行政福祉バス ササユリ号が「本巣市行政福祉バス ササユリ号」に改称される。
  - 10月1日  - もとバス運行開始。東コース、西コースの2路線。岐阜バスへ運行委託[2]。
- 2005年（平成17年）7月1日：もとバスの路線を一部変更。東コースをリオワールドへ延長。
- 2006年（平成18年）5月1日：路線変更。もとバス路線の縮小及び利用者の無い停留所の廃止。「ササユリ」南部線運行開始
- 2007年（平成19年）4月2日：ササユリの路線の一部を変更。
- 2008年（平成20年）5月1日：岐阜本巣特別支援学校開設に伴い、もとバスのコースを延長。
- 2009年（平成21年）6月1日：もとバスの路線を糸貫線と真正線の2路線へ再編。樽見鉄道を利用すると、もとバスが無料となるサービスをスタート。6月1日-6月30日まで無料キャンペーンを実施[3][4]。ササユリフリー乗降区間を実験的に設定[4]。
- 2010年（平成22年）
  - 1月4日：松田線 宇津志付近の経路を変更。日当平野トンネルを通行。
  - 6月1日：もとバス糸貫線を廃止し、ササユリ南部線と統合。もとバス真正線は市直営とし、無料化・隔日運行となる。準備作業のため6月1日-7日は運休となり、8日より新ルートにて運行[5]。
  - 9月2日：もとバス、「北方バスターミナル」に乗り入れ開始[6]。
- 2010年度末：ササユリ、もとバスは再編により、｢本巣市市営バス」に統合された[7][8]。
- 2013年（平成25年）11月1日：ダイヤ改正[9]。
- 2015年（平成27年）4月1日：根尾地域の路線でダイヤ改正。運行日・ルートの変更実施[10]。
- 2017年（平成29年）
  - 3月29日：平成28年度第2回本巣市地域公共交通活性化協議会にて「真正線」の改編案に「真桑・弾正・土貴野線」・「席田・真桑線」の2系統が提案される[11]。
  - 5月26日：平成29年度第1回本巣市地域公共交通活性化協議会にて「真桑・弾正・土貴野線」・「席田・真桑線」の路線案を「弾正線」・「真桑線」に簡略化し、同年9月1日にダイヤ改正を決定する[12]。
  - 9月1日：路線4系統でのダイヤ改正。「リバーサイドモール」停を「イオンタウン前」に改称[1]。
- 2019年（令和元年）10月1日：運行経路を見直し（※根尾地域を除く）。
- 2023年（令和5年）4月1日：弾正線 南出-浅木間に「あさぎ苑公民館」停を新設。
- 2024年（令和6年）7月：本巣市役所の移転に伴い、ダイヤ改正[13]。
  - 「本巣市役所」停（新庁舎）、「もとまるパーク」停、「おんさい広場」停を新設。
  - 「本巣市役所」停（旧庁舎）を「本巣公民館」に、「真正分庁舎」停を「真正公民館」に改称。
  - 「見延」停を本巣・糸貫線から弾正線、真桑線乗り入れに変更。「桜ヶ丘」停を弾正線から本巣・糸貫線乗り入れに変更。
  - 「糸貫分庁舎」停を廃止。

## 運賃
2010年（平成22年）以降の運賃は無料。2009年度までの「もとバス」（糸貫・真正地区）は100円で、樽見鉄道との乗り継ぎで無料だった時期もある。
「ササユリ」の運賃は無料であった。
根尾地域の路線では、2015年（平成27年）4月1日の改正以降は無料となっている。それ以前は120 - 550円、3歳以下・70歳以上は改正前から無料であった。

## 現行路線
各路線とも、2024年（令和6年）7月16日改正時の経路である。なお、年末年始（12月29日から翌年1月3日まで）は全路線で運休となる。

### 本巣・糸貫・真正地域
祝日となる日も運行する。同じ経路で左回り・右回りのルートがあり、一部の区間でフリー乗降ができる路線もある。

#### 本巣北部線
月曜・水曜・金曜運行
- もとまるパーク - 本巣市役所（新庁舎） - モレラ岐阜 - バロー本巣文殊店 - 旧本庁舎 - 本巣福祉センター - トミダヤ - 本巣駅 - 織部の里もとす - 木知原駅 - 川内公民館 - 根尾川ガーデン - 神海駅 - 本巣診療所 - 外山郵便局 - 本巣郵便局 - 本巣駅 - トミダヤ - 本巣福祉センター - 旧本庁舎 - バロー本巣文殊店 - モレラ岐阜 - 本巣市役所（新庁舎） - もとまるパーク

#### 本巣・糸貫線
火曜・木曜・土曜運行
- モレラ岐阜 - 旧本庁舎 - バロー本巣文殊店 - 宝珠ハイツ - 徳山団地 - 総合運動場 - 文殊団地 - バロー本巣文殊店 - 本巣小学校 - 本巣駅 - トミダヤ - 本巣福祉センター - 市民スポーツプラザ - 有里 - 更屋敷公民館 - 随原 - もとまるパーク - 本巣市役所（新庁舎） - モレラ岐阜

#### 弾正線
火曜・木曜・土曜運行
- モレラ岐阜 - フレンドリーおりべ - 小弾正 - あさぎ苑公民館 - 浅木 - 政田 - みつば - イオンタウン本巣 - LCワールド本巣 - 天神前住宅 - 真正すこやかセンター - 旧真正分庁舎 - 下真桑 - 本郷 - 本巣市役所（新庁舎） - もとまるパーク - モレラ岐阜

#### 真桑線
火曜・木曜・土曜運行
- モレラ岐阜 - 北部公園 - 天神 - 仏生寺 - 北方バスターミナル - おんさい広場 - 大塚古墳公園 - 北方真桑駅 - 高砂町 - 本巣市役所（新庁舎） - もとまるパーク - モレラ岐阜

### 根尾地域
2015年（平成27年）4月1日改正でダイヤと経路が変更され、運行日も月曜から金曜は1日5便、土曜は1日2便運行となった。なお、この地域の路線は2019年（令和元年）10月1日改正時もそのまま残った。また、2020年2月には「樽見車庫前」という停留所を「根尾分庁舎前」に改称し、停留所の移設が行われた。2024年4月1日に改正。なお、根尾地域の各路線は祝日となる日も運休し、一部の便はカッコ内の停留所を経由しない。

#### 根尾宇津志線
平日に5往復、土曜に2往復を運行。
- 根尾分庁舎前（ - 根尾学園前 - 樽見駅前 - 樽見） - 板所（ - みどり団地） - 水鳥宮前 - 江浪 - 高尾宮前 - 高尾（ - 門脇 - 日当） - 日当駅前 - 宇津志

根尾学園前：平日の朝（根尾分庁舎前行き）と夕方（宇津志行き）のみ経由。
水鳥宮前：水鳥駅（樽見鉄道）付近、高尾宮前：高尾駅（樽見鉄道）付近。

#### 根尾能郷線
平日に5往復、土曜に2往復を運行。なお、朝に根尾分庁舎前始発で運行する便は［直行］として運行する。
- ［直行］根尾分庁舎前（ → 樽見駅前） → 能郷上原
- ［各停］根尾分庁舎前 - 樽見駅前 - 診療所前 - 樽見 - 神所 - 越卒 - 門脇 - 大井（ - 道の駅うすずみ桜の里・ねお） - 八谷 - 長嶺 - 天神堂 - 長島 - 能郷上原

種別は便宜上の表記。樽見駅前を経由する［直行］は土曜のみ運行。
2024年3月31日まではうすずみ温泉経由の便があり、樽見駅とうすずみ温泉を結ぶ送迎バスも運行されていたが、うすずみ温泉が4月1日より休館したことにより、「うすずみ温泉」バス停は「道の駅うすずみ桜の里・ねお」バス停に名称を変更。送迎バスは休止となっている。

#### 根尾松田・奥谷線
平日に5便、土曜に2便を運行。なお、朝に根尾分庁舎前または樽見駅前始発で運行する便は［直行］として運行する。
- ［直行］根尾分庁舎前（ → 樽見駅前） → トッサス → 奥谷 → 口谷口 → 上松田 → 上東小鹿 → 板屋村中 → 西板屋橋 → 上樽見 → 根尾学園前 → 樽見 → 診療所前 → 樽見駅前
- ［直行］（根尾分庁舎前 → ）樽見駅前 → トッサス → 奥谷 → 口谷口 → 上松田 → 上東小鹿 → 板屋村中 → 西板屋橋 → 上樽見 → 樽見 → 診療所前 → 樽見駅前 → 根尾分庁舎前
- ［各停］根尾分庁舎前（ → 根尾学園前） → 樽見駅前 → 診療所前 → 樽見 → 上樽見 → 西板屋橋 → 板屋村中 → 口谷口 → 奥谷 → トッサス → 奥谷 → 口谷口 → 上東小鹿 → 上松田 → 上東小鹿 → 板屋村中 → 西板屋橋 → 上樽見 → 樽見 → 診療所前 → 樽見駅前 → 根尾分庁舎前

種別は便宜上の表記。樽見駅前始発の直行は平日朝に、樽見駅前を経由する［直行］は土曜朝にそれぞれ運行。
根尾学園前を経由する便は平日朝に［直行］を、平日夕方に［各停］をそれぞれ運行する（※土曜は根尾学園前を経由しない）。

## 過去の路線
以下の過去の路線での「本巣市役所」バス停は2024年7月16日以降の「旧本庁舎」バス停である。

### 2024年7月15日以前

#### 本巣・糸貫・真正地域

##### 本巣北部線
月曜・水曜・金曜運行（左回り：3便、右回り：2便）。
- 本巣市役所 - トミダヤ - 本巣駅 - 木知原駅 - 織部の里もとす - 木知原駅 - 川内公民館 - 根尾川ガーデン - 神海駅 - 本巣診療所 - 外山郵便局 - 木知原駅 - 本巣郵便局 - 本巣駅 - トミダヤ - 本巣福祉センター - 本巣市役所 - バロー本巣文殊店

##### 本巣・糸貫線
火曜・木曜・土曜運行（左回り：3便、右回り：3便）。
- モレラ岐阜 - 本巣市役所 - バロー本巣文殊店 - 宝珠ハイツ - 徳山団地 - 総合運動場 - 文殊団地 - バロー本巣文殊店 - 本巣小学校 - 本巣駅 - トミダヤ - 本巣福祉センター - 市民スポーツプラザ - 有里 - 更屋敷公民館 - 随原 - モレラ岐阜

##### 弾正線
火曜・木曜・土曜運行（左回り：3便、右回り：3便）。
- モレラ岐阜 - 糸貫分庁舎 - フレンドリーおりべ - 小弾正 - あさぎ苑公民館 - 浅木 - 政田 - みつば - イオンタウン本巣 - LCワールド本巣 - 天神前住宅 - 真正すこやかセンター - 真正分庁舎 - 下真桑 - 本郷 - 糸貫分庁舎 - モレラ岐阜

##### 真桑線
火曜・木曜・土曜運行（左回り：3便、右回り：3便）。
- モレラ岐阜 - 糸貫分庁舎 - 高砂町 - 北方真桑駅 - 大塚古墳公園 - 北方バスターミナル - 仏生寺 - 天神 - 北部公園 - モレラ岐阜

### 2019年9月30日以前

#### 本巣・糸貫・真正地域

##### 本巣北部線
月曜・水曜・金曜運行。祝日及び年末年始は運休。川内公民館が始発・本巣市役所が終着となり、左回り・右回りで1日5便運行。国道以外の経路上はフリー乗降区間。
- 本巣市役所 - 本巣駅 - トミダヤ本巣店 - 木知原駅 - 外山郵便局 - 本巣診療所 - 根尾川ガーデン - 日当公民館 - 川内公民館 - 木知原集荷場 - 木知原駅 - トミダヤ本巣店 -本巣駅 - 本巣市役所

##### 本巣・糸貫線
火曜・木曜・土曜運行。祝日及び年末年始は運休。本巣市役所が始発・終着となり、左回り・右回りで1日6便運行。
- モレラ岐阜 - 北方バスターミナル - 本巣市役所 - 宝珠ハイツ[注 3] - 徳山団地 - バロー本巣文殊店 - 本巣小学校 - 本巣駅 - トミダヤ本巣店 - 新屋敷 - モレラ岐阜

##### 弾正線
火曜・木曜・土曜運行。祝日及び年末年始は運休。左回り・右回りで1日6便運行。
- モレラ岐阜 - 糸貫分庁舎 - 小弾正 - 政田[注 4] - イオンタウン前[注 5] - 下真桑[注 6] - 糸貫分庁舎 - モレラ岐阜

##### 真桑線
火曜・木曜・土曜運行。祝日及び年末年始は運休。左回り・右回りで1日6便運行。
- モレラ岐阜 - 糸貫分庁舎 - 大塚古墳公園 - 北方真桑駅 - 北方バスターミナル - 仏生寺 - 天神 - 北部公園 - モレラ岐阜

### 2017年8月31日まで

#### 真正線
火曜・木曜・土曜運行。祝日及び年末年始は運休。モレラ岐阜始発・終着となり、左回り・右回りで1日6便運行。2017年9月1日のダイヤ改正で分割2系統となった。
- モレラ岐阜 -　糸貫分庁舎 - 政田 - リバーサイドモール - リオワールド - 真正分庁舎 - 下真桑 - 北方真桑駅[注 7] - 北方バスターミナル - モレラ岐阜

### 2010年2月改正以前
2010年（平成22年）2月の改正前の路線を挙げる。この当時は2つの愛称があった。

#### もとバス
- 能郷線（毎日運行）
- 松田線（平日運行）
- 奥谷線（平日運行）
- 松田・奥谷循環線（土曜・休日運行）
- 松田線・宇津志方面（平日・土曜・日曜運行）

#### ササユリ
- 北部線（月曜・水曜・金曜運行）
  - 本巣市役所 - 本巣福祉センター - 本巣駅 - 日当公民館 - 川内公民館
- 南部線（火曜・木曜・土曜運行）
  - モレラ岐阜 - 本巣福祉センター - 本巣駅 - 織部の里 - 宝珠ハイツ - 文殊団地 - 本巣市役所 - モレラ岐阜

## その他
- 本巣市行政福祉バスであったササユリ号の名称は、旧本巣郡本巣町の町花であるササユリに由来する。なおササユリは本巣市の市花でもある。
- 本巣市根尾地域の路線は岐阜バス撤退に伴う受け皿として開設された。また、根尾地域にはこの市営バスの他に樽見駅 - うすずみ温泉の無料バスもあったが[19]、うすずみ温泉の休館に伴い運行を休止している。